# Culex adamesi
Culex adamesi är en tvåvingeart som beskrevs av Sirivanakarn och Galindo 1980. Culex adamesi ingår i släktet Culex och familjen stickmyggor.
Artens utbredningsområde är Panama. Inga underarter finns listade i Catalogue of Life.